# Apristurus riveri
Apristurus riveri е вид пилозъба акула от семейство Scyliorhinidae.

## Разпространение и местообитание
Видът е разпространен във Венецуела, Доминиканска република, Колумбия, Куба, Мексико, Панама, САЩ (Алабама, Мисисипи и Флорида) и Хондурас.
Среща се на дълбочина от 700 до 1006 m, при температура на водата от 4,8 до 5,4 °C и соленост 34,8 – 35 ‰.

## Описание
На дължина достигат до 41 cm.